# Изабеков, Нурбек Канатбекович
Нурбек Канатбекович Изабеков (р.16 февраля 1970) — киргизский борец вольного стиля, двукратный призёр чемпионатов Азии (1995, 1999).

## Биография
Родился в 1970 году в Таласе. В 1988 году завоевал бронзовую медаль на первенстве СССР среди юношей. В 1995 году завоевал серебряную медаль чемпионата Азии. На чемпионате мира 1998 года занял 9-е место. В 1999 году вновь стал серебряным призёром чемпионата Азии.
С 2010 года является главным тренером женской сборной Кыргызстана по вольной борьбе.